# Élections locales écossaises de 2007 à Dumfries and Galloway
Pour un article plus général, voir Élections locales écossaises de 2007.

Les élections locales écossaises de 2007 à Dumfries and Galloway se sont tenues le 3 mai 2007.

## Composition du conseil
Majorité absolue : 24 sièges
| Parti               | Sièges  |
| ------------------- | ------- |
| Conservateur        | 18 / 47 |
| Travailliste        | 14 / 47 |
| SNP                 | 10 / 47 |
| Libéraux-démocrates | 3 / 47  |
| Indépendant         | 2 / 47  |